# Bugsy (film)
Pour les articles homonymes, voir Bugsy.
Pour plus de détails, voir Fiche technique et Distribution.
Bugsy est un film américain réalisé par Barry Levinson et sorti en 1991. Il s'agit d'un film biographique sur le mafieux Bugsy Siegel revenant notamment sur sa relation avec Virginia Hill. Le film est en partie basé sur le livre We Only Kill Each Other de Dean Jennings.

## Synopsis

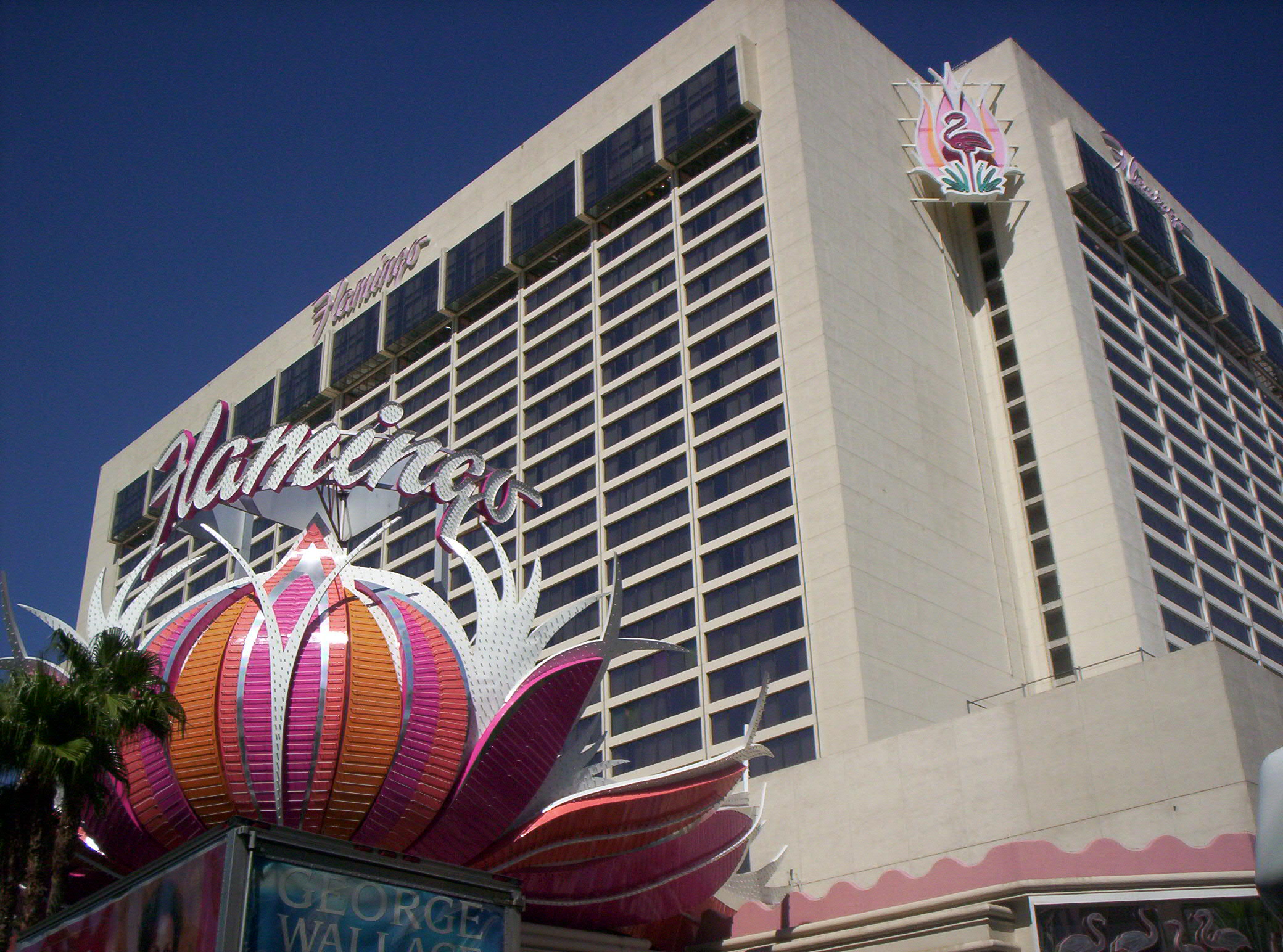
L'hôtel-casino Flamingo Las Vegas, fondé par Bugsy Siegel et ses associés

Benjamin Siegel a bâti sa réputation dans les années 1930 avec la mafia new-yorkaise, où il travaille notamment avec Lucky Luciano et Meyer Lansky. En 1941, celui que l'on surnomme Bugsy compte bien poursuivre son ascension sur la côte Ouest des États-Unis. Il s'installe alors à Los Angeles où règne la « famille » de Jack Dragna (en). Bugsy fait la rencontre de Virginia Hill, une starlette hollywoodienne. Il se laisse gagner par la folie des grandeurs locale et est emprisonné. À sa sortie, il reste ambitieux et s'intéresse alors à une étendue dans le désert, Las Vegas. Grâce à ses soutiens mafieux new-yorkais, il fait construire le Flamingo Las Vegas, qui ouvre en 1946.

## Fiche technique
Sauf indication contraire, les informations mentionnées dans cette section peuvent être confirmées par la base de données cinématographiques IMDb,  présente dans la section « Liens externes ».
- Titre : Bugsy
- Titre québécois : Bugsy, le gangster sans scrupule[1]
- Réalisation : Barry Levinson
- Scénario : James Toback, d'après l'ouvrage We Only Kill Each Other: The Life and Bad Times of Bugsy Siegel de Dean Jennings
- Musique : Ennio Morricone
- Décors : Dennis Gassner
- Costumes : Albert Wolsky
- Photographie : Allen Daviau
- Montage : Stu Linder
- Producteurs : Warren Beatty, Mark Johnson et Barry Levinson
- Sociétés de production : TriStar Pictures, Mulholland Productions et Baltimore Pictures
- Sociétés de distribution : TriStar Pictures (États-Unis), Columbia TriStar Films (France)
- Format : 1.37:1 - 35 mm
- Langue originale : anglais
- Budget : 30 millions de dollars[2]
- Genre : Biopic, drame et film de gangsters
- Durée : 135 minutes, 149 minutes (version longue)
- Dates de sortie[1] : 
  - États-Unis : 10 décembre 1991 (avant-première à New York)
  - États-Unis : 13 décembre 1991 (sortie limitée)
  - France : 18 mars 1992

## Distribution

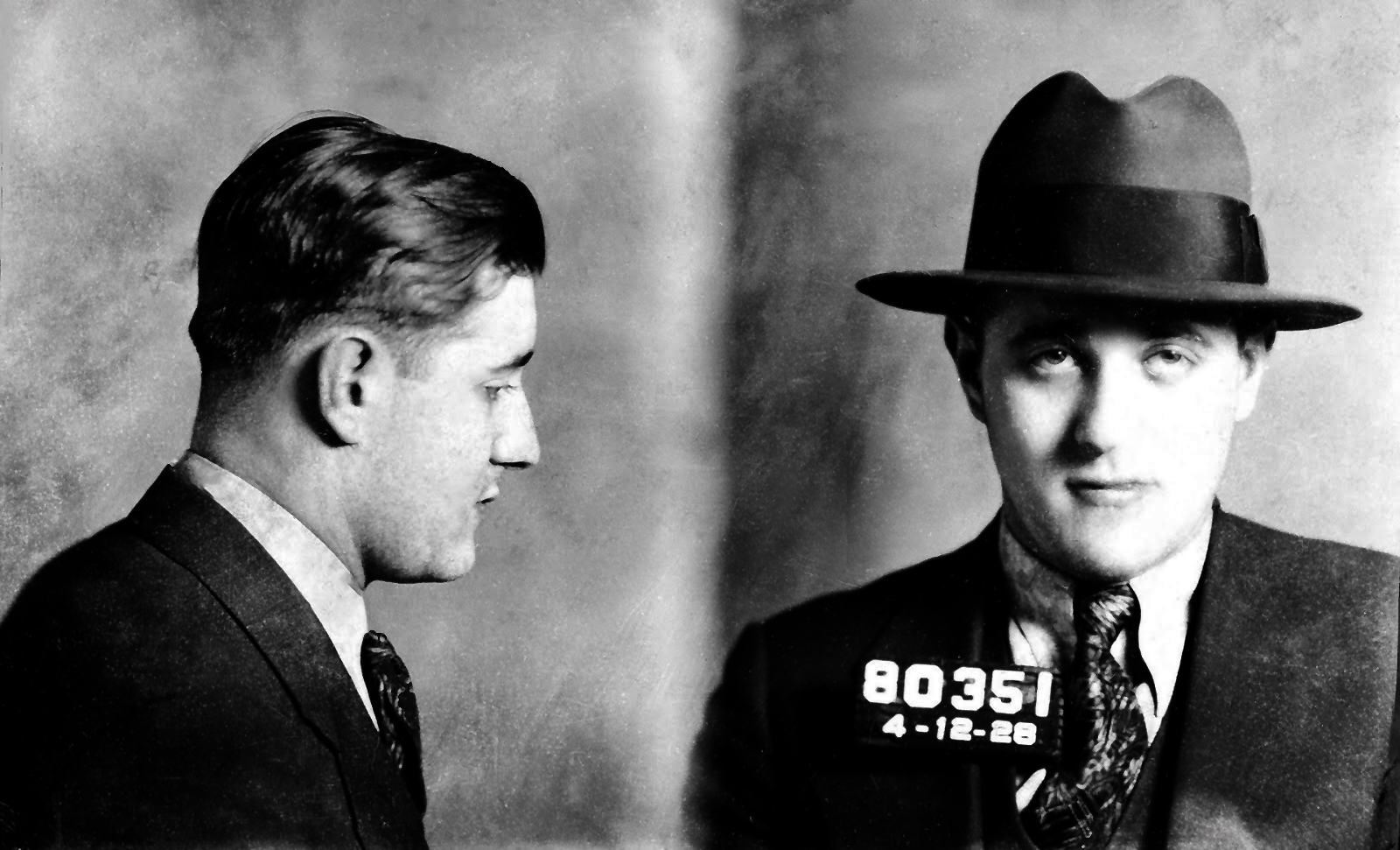
Photographie anthropométrique de Bugsy Siegel prise par la police en 1928

- Warren Beatty (VF : Bernard Tiphaine ; VQ : Mario Desmarais) : Benjamin « Bugsy » Siegel
- Annette Bening (VF : Évelyne Séléna ; VQ : Marie-Andrée Corneille) : Virginia Hill
- Harvey Keitel (VF : Daniel Russo, Patrick Floersheim (redoublage) ; VQ : Marc Bellier) : Mickey Cohen
- Ben Kingsley (VF : Georges Berthomieu, Pierre Dourlens (redoublage)) : Meyer Lansky
- Elliott Gould (VF : Jacques Balutin ; VQ : Hubert Gagnon) : Harry Greenberg
- Joe Mantegna (VF : Sady Rebbot, José Luccioni (redoublage) ; VQ : Luis de Cespedes) : George Raft
- Bebe Neuwirth (VF : Sylvie Moreau (actrice française) ; VQ : Sophie Faucher) : la comtesse di Frasso
- Wendy Phillips (VF : Francine Laîné) : Esta Siegel
- Robert Beltran : Alejandro
- James Toback : Gus Greenbaum
- Don Carrara (VF : Mario Santini) : Vito Genovese
- Carmine Caridi : Frank Costello
- Ray McKinnon (VF : Nicolas Marié) : David Hinton
- Eric Christmas : Ronald le majordome
- Traci Lind (VF : Virginie Ogouz) : Natalie St. Clair
- Wendie Malick : une femme dans le train
- Ksenia Prohaska : Marlene Dietrich
- Don Calfa (VQ : Jean-Marie Moncelet) : Louie Dragna
- Richard C. Sarafian (VF : Philippe Dumat, Roger Carel (redoublage)) : Jack Dragna
- Bill Graham (VF : Jacques Richard, Jacques Frantz (redoublage)) Charlie Luciano

## Production

### Genèse et développement
Dans les années 1970, Jean-Luc Godard, obsédé par l'histoire de Bugsy Siegel, écrit un scénario titré The Story et envisage Robert De Niro en premier rôle et Diane Keaton en Virginia Hill. Le projet ne se concrétisera pas.
Warren Beatty, lui aussi fasciné par le personnage, affirme son intention de l'incarner. Il rencontre alors le scénariste James Toback. Il le contacte pour qu'il écrive un scénario sur Bugsy Siegel. Le scénariste pensait qu'il pourrait également réaliser le film. D'abord déçu, James Toback pense finalement que Barry Levinson est le bon choix comme réalisateur.

### Attribution des rôles
Dès le départ, Warren Beatty souhaite Annette Bening pour le rôle de Virginia Hill. Elle avait auparavant auditionné pour le rôle de Tess Trueheart dans Dick Tracy réalisé par Warren Beatty. Après son audition pour le rôle de Virginia, Warren Beatty téléphone à Barry Levinson et lui dit « She's terrific. I love her. I'm going to marry her » (« Elle est énorme. Je l'aime. Je vais l'épouser »). Les deux comédiens se marient réellement le 12 mars 1992 et ont eu depuis quatre enfants.

### Tournage
Le tournage a eu lieu à Los Angeles (Union Station, Downtown Los Angeles, Los Angeles City Hall, Park Plaza Hotel), dans d'autres localités de Californie (Coachella, Pasadena, Culver Studios de Culver City, Warner Studios à Burbank, comté d'Imperial) et à Las Vegas.

## Musique
- Come Rain or Come Shine par Margaret Whiting.
- Fools Rush In (Where Angels Fear to Tread) (en) par Tommy Dorsey et son orchestre.
- Moonlight in Vermont (en) par Margaret Whiting.
- Ole Buttermilk Sky (en) par Kay Kyser et son orchestre, Mike Douglas et The Campus Kids.
- (I'd Like to Get You on a) Slow Boat to China (en) de Frank Loesser.
- Perfidia par Glenn Miller et son orchestre.
- Tanga, Rumba-Afro-Cubana par Machito's orchestra et Flip Phillips.
- There! I've Said It Again (en) de Vaughn Monroe.
- Torna a Surriento d'Ernesto de Curtis et Giambattista de Curtis.
- Waitin' for the Train to Come In par Peggy Lee.
- Why Don't You Do Right par Peggy Lee.

### Bande originale
La musique du film est composée par Ennio Morricone.
Liste des titres
Tous les titres sont composés par Ennio Morricone, sauf exceptions notées
1. Ac-Cent-Tchu-Ate The Positive (Harold Arlen / Johnny Mercer) interprété par Johnny Mercer - 2:47
2. For Her, for Him - 4:42
3. Act of Faith - 3:13
4. Die Is Cast - 3:22
5. That Night in Las Vegas - 1:52
6. Humiliated - 1:30
7. United - 3:28
8. Bugsy's Arrest - 4:30
9. In Cuba - 1:40
10. Why Don't You Do Right (Kansas Joe McCoy) interprété par Peggy Lee - 2:24
11. Candy (en) (Mack David / Alex Kramer / Joan Whitney) interprété par Johnny Mercer et Jo Stafford - 3:11
12. Fly Away - 2:16
13. On Sale - 1:35
14. Act of Faith - 1:55
15. Desert Mirage - 1:30
16. On a Street, at Night - 2:03
17. More Money - 2:00
18. At Great Expense - 2:36
19. Bugsy's Death - 4:21
20. Virginia Waits - 2:12
21. Neurotic Love - 1:34
22. Long Ago (And Far Away) (Ira Gershwin / Jerome Kern) interprété par Jo Stafford - 2:54

## Analyse

### Différences avec la réalité historique
Le film est plutôt fidèle historiquement mais détourne des faits et brise souvent la chronologie pour les besoins de la fiction,.

### Traduction
À plusieurs reprises, Bugsy prononce un virelangue que lui a appris son père, et qu'il répète frénétiquement dans des moments de colère ou de frustration : « Twenty dwarves took turns doing handstands on the carpet » (« Vingt nains se sont relayés pour faire le poirier sur le tapis »). Pour les doublages français, le virelangue devient « Les chemises de l'archiduchesse sont elles sèches ou archi-sèches ? » et « vingt-cinq farfadets à la queuleuleu font la danse du ventre sur la carpette. »

## Distinctions principales
Source et distinctions complètes : Internet Movie Database : 

### Récompenses
- Los Angeles Film Critics Association Awards 1991 : meilleur film, du meilleur réalisateur pour Barry Levinson et du meilleur scénario pour James Toback.
- Oscars 1992 : 
  - Meilleure direction artistique pour Dennis Gassner (direction artistique) et Nancy Haigh (décors)
  - Meilleure création de costumes pour Albert Wolsky
- Golden Globes 1992 : Meilleur film dramatique
- ASC Award 1992 : meilleure photographie – Allen Daviau
- Chicago Film Critics Association Awards 1992 : meilleur second rôle masculin – Harvey Keitel

### Nominations
- Oscars 1992 :
  - Meilleur film – Mark Johnson, Barry Levinson et Warren Beatty, producteurs
  - Meilleur réalisateur – Barry Levinson
  - Meilleur acteur pour Warren Beatty
  - Meilleur acteur dans un second rôle – Harvey Keitel et Ben Kingsley
  - Meilleur scénario original – James Toback
  - Meilleure photographie – Allen Daviau
  - Meilleure musique – Ennio Morricone
- Golden Globes 1992
  - Meilleur réalisateur – Barry Levinson
  - Meilleure actrice dans un film dramatique – Annette Bening
  - Meilleur acteur dans un film dramatique – Warren Beatty
  - Meilleur acteur dans un second rôle – Harvey Keitel et Ben Kingsley
  - Meilleur scénario – James Toback
  - Meilleure musique – Ennio Morricone
- Berlinale 1992 : En compétition